# Battaglioni della polizia ausiliaria lituana
I battaglioni della polizia ausiliaria lituana furono dei battaglioni Schutzmannschaft formati durante l'occupazione tedesca della Lituania tra il 1941 e il 1944, con i primi battaglioni provenienti dai combattenti per la libertà più affidabili, sciolti in seguito alla rivolta antisovietica del giugno lituano nel 1941. Gli attivisti lituani sperarono che queste unità fossero la base del ristabilito esercito lituano e comandato dal governo provvisorio lituano. Al contrario, queste unità furono poste agli ordini delle SS- und Polizeiführer in Lituania. I battaglioni sono stati accusati di compiti di sicurezza interna ed impegnati in operazioni anti-partigiane nelle zone interne dalla Wehrmacht, ad esempio, in Ucraina, in Bielorussia, in Polonia e nella Russia nord-occidentale.
Alcuni battaglioni parteciparono all'Olocausto, in particolare il 12º e il 13º battaglione, che iniziarono come battaglioni lituani TDA. Si stima che questi due battaglioni siano stati responsabili di circa 78.000 morti ebraiche in Lituania e Bielorussia, mentre i battaglioni schierati fuori della Lituania generalmente non hanno partecipato al combattimento. In totale, furono formati 26 battaglioni composti da circa 13.000 uomini in servizio. Nel luglio-settembre 1944, le unità rimanenti furono unite in due reggimenti di fanteria volontaria lituana.

## Terminologia
Le unità sono conosciute con diversi nomi. I documenti tedeschi li chiamavano Ordnungsdienst (servizio d'ordine), Selbstschutz (autodifesa), Hilfspolizei (polizia ausiliaria). Dal settembre 1941 divennero note come Schutzmannschaft-Bataillonen, abbreviato in Schuma. In lituano, i battaglioni di polizia erano conosciuti come savisaugos batalionai (battaglioni di autodifesa), apsaugos dalys (unità di sicurezza), Lietuvos apsaugos dalys (LAD, unità di sicurezza della Lituania).

## Fonti e storiografia
Il tema dei battaglioni di polizia lituani è molto controverso e poco studiato: l'ostacolo principale è la mancanza di dati affidabili e oggettivi. Durante la guerra, il giornale Karys pubblicò frequentemente articoli sui battaglioni, ma per proteggere i segreti militari tali articoli furono pesantemente censurati per rimuovere nomi, date e luoghi. Durante il periodo sovietico, quando la propaganda sovietica sfruttava i racconti dei crimini di guerra e perseguitava attivamente gli ex membri dei battaglioni, la ricerca obiettiva era impossibile. Diversi membri dei battaglioni sono riusciti a fuggire in Occidente e pubblicare memorie, ma sorvolarono sugli aspetti controversi dei battaglioni e spesso negarono il coinvolgimento lituano nell'Olocausto. I ricercatori stranieri sono stati ostacolati dalla mancanza di dati d'archivio.
Quando la Lituania dichiarò l'indipendenza, gli archivi divennero accessibili agli studiosi. Molti dei documenti sono sparsi in vari archivi in Lituania, Bielorussia, Ucraina, Germania, Russia. Inoltre, a causa della natura caotica della guerra, la tenuta dei registri era scarsa, in particolare verso la fine della guerra. Le unità sono state oggetto di frequenti riorganizzazioni e ristrutturazioni; a volte le unità erano confuse dal loro nome proprio o dalla loro numerazione. Negli anni del dopoguerra, il KGB ha prodotto protocolli di interrogatorio di ex membri dei battaglioni, ma questi non sono considerati affidabili poiché le confessioni sono state spesso ottenute attraverso la tortura o addirittura inventate. Tuttavia, studiosi lituani, principalmente Arūnas Bubnys, ha pubblicato diversi articoli che analizzano la struttura e le attività dei singoli battaglioni.

## Contesto storico

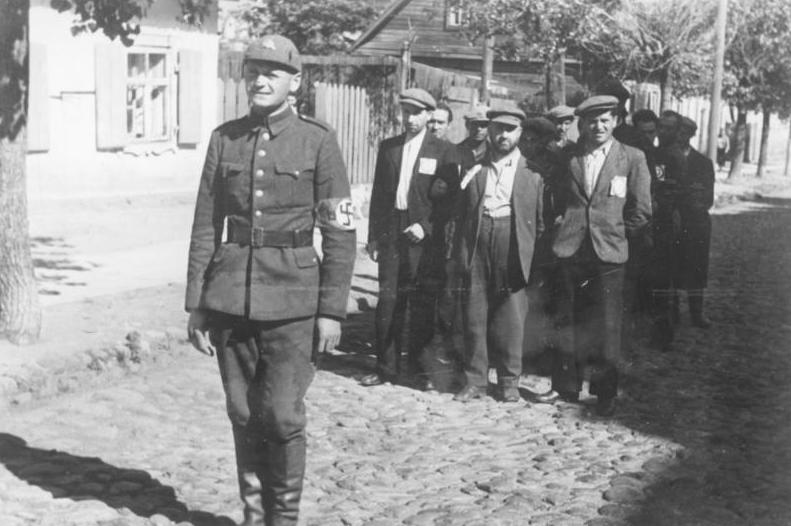
Soldato lituano che scorta un gruppo di ebrei lituani a Vilnius nel luglio 1941

Nel giugno 1940 la Lituania fu occupata dall'Unione Sovietica. I sovietici introdussero dure politiche di sovietizzazione, inclusa la nazionalizzazione delle imprese più grandi, delle proprietà terriere e degli immobili. Gli oppositori del comunismo e del nuovo regime furono perseguitati: circa 6.600 furono imprigionati perché considerati "nemici del popolo" e altri 17.600 deportati in Siberia. L'esercito lituano fu riorganizzato nel 29º corpo di fucilieri (179ª e 184ª divisione fucilieri) dell'Armata Rossa. Più di 500 ufficiali lituani furono messi in pensione e 87 furono imprigionati.
Quando la Germania nazista invase l'Unione Sovietica il 22 giugno 1941, i lituani salutarono i tedeschi come liberatori dal dominio repressivo sovietico. Si unirono spontaneamente alla rivolta antisovietica di giugno, diedero vita al governo provvisorio della Lituania e dichiararono il ripristino dell'indipendenza. I lituani iniziarono a formare le proprie unità militari e di polizia nella speranza di ricreare l'esercito lituano. Il territorio della Lituania fu invaso e diviso tra due gruppi d'armate tedeschi: il Heeresgruppe Nord prese il controllo della Lituania occidentale e settentrionale, ed il Heeresgruppe Mitte occupò la maggior parte della regione di Vilnius. Pertanto, gli sviluppi a Kaunas e Vilnius furono paralleli ma separati.

## Formazione
Il primo battaglione, noto come Tautinio darbo apsaugos batalionas (TDA), fu formato dal governo provvisorio della Lituania a Kaunas il 28 giugno. Il governo provvisorio si sciolse il 5 agosto 1941. Il battaglione non fu sciolto e ne prese il comando il maggiore tedesco Franz Lechthaler. Il 7 agosto, quando il TDA contava 703 membri, Lechthaler ordinò che il battaglione fosse riorganizzato in due battaglioni di polizia ausiliaria (in tedesco: Polizeihilfsdienst bataillone; in lituano: Pagalbinės policijos tarnyba o PPT). Nel mese di agosto sono stati formati altri tre battaglioni di PPT. In ottobre, questi cinque battaglioni sono stati rinominati battaglioni di sicurezza (in lituano: apsaugos batalionas). A dicembre i cinque battaglioni furono riorganizzati nuovamente in battaglioni della Schutzmannschaft.
Gli uomini lituani disertarono massicciamente dal 29º corpo di fucilieri sovietico, si radunarono a Vilnius ed organizzarono alcune unità di autodifesa lituane (in lituano: Lietuvių savisaugos dalys o LSD), di stanza a Vilnius, Pabradė, Trakai e Varėna. Il 21 luglio 1941, il LSD fu riorganizzato nel servizio di ricostruzione di Vilnius (in lituano: Vilniaus atstatymo tarnyba o IVA) con tre unità: lavoro, ordine e sicurezza. Il 1º agosto, l'IVA e le sue tre unità furono riorganizzate in tre battaglioni di Schutzmannschaft. Altri due battaglioni furono organizzati prima dell'ottobre 1941.

## Atrocità
Alcuni battaglioni di polizia ausiliari lituani ebbero un ruolo attivo nello sterminio degli ebrei nei territori di Lituania, Bielorussia, Ucraina, Russia e Polonia e commisero diversi crimini contro le popolazioni polacche e bielorusse. Una di queste azioni dei poliziotti lituani fu la liquidazione degli ebrei a Kaunas nell'ottobre 1941 da parte del 12º battaglione di polizia sotto il comando di Antanas Impulevičius. Più tardi, nello stesso mese, il 12º battaglione uccise l'intera popolazione ebraica di Slutsk in Bielorussia. Il 2º battaglione di polizia prestò servizio come guardie nel campo di sterminio di Majdanek nella Polonia occupata. Su 22 battaglioni di polizia ausiliaria lituana, 20 sono stati direttamente coinvolti nello sterminio del popolo ebraico nell'Europa orientale. Secondo i rapporti tedeschi, i lituani commisero 47.000 omicidi di ebrei in Lituania su tutti gli 85.000 commessi da Einsatzkommando. Uccisero anche 50.000 ebrei bielorussi durante la guerra. Il più grande crimine contro la popolazione civile non ebrea di poliziotti lituani è stato l'uccisione di circa 400 polacchi nei villaggi di Švenčionėliai e Švenčionys e nei loro dintorni.

## Elenco dei battaglioni
| Numero del battaglione | Formato da                             | Inizio          | Stanziamento | Primo comandante            | Olocausto  | Posizione nel 26 agosto 1942 | Posizione nel 17 marzo 1944 | Data di scioglimento | Ulteriore destinazione            |
| ---------------------- | -------------------------------------- | --------------- | ------------ | --------------------------- | ---------- | ---------------------------- | --------------------------- | -------------------- | --------------------------------- |
| 1°                     | Unità di sicurezza IVA (ex LSD)        | 14 luglio 1941  | Vilnius      | Ten. Col. Jonas Juknevičius | Si         | Vilnius                      | Vilnius                     | autunno 1944         | Unità antiaeree o in Germania     |
| 2ª                     | Unità ordine IVA (ex LSD)              | 14 luglio 1941  | Vilnius      | Ten. Col. Petras Vertelis   | Si         | Lublino                      | Adutiškis                   | agosto 1944          | In varie unità tedesche           |
| 3°                     | Unità di lavoro IVA (ex LSD)           | 14 luglio 1941  | Vilnius      | Cap. Pranas Ambraziūnas     | Si         | vicino a Minsk               | vicino a Minsk              | luglio 1944          | In unità anti-aeree o Dresda      |
| 4°                     | 4º battaglione del PPT                 | 30 agosto 1941  | Kaunas       | Cap. Viktoras Klimavičius   | No         | Stalino                      | sciolto                     | febbraio 1944        | Prigione sovietica di Kovel       |
| 5°                     | 5º battaglione del PPT                 | 28 agosto 1941  | Kaunas       | Cap. Juozas Kriščiūnas      | No         | Dedoviči                     | Švenčionėliai               | dicembre 1944        | 256º e 13º battaglione            |
| 6°                     | Battaglione di protezione ferroviaria  | luglio 1941     | Vilnius      |                             | No         | Vilnius                      | Vilnius                     | agosto 1944          | In unità anti-aeree o in Germania |
| 7°                     |                                        |                 | Kaunas       |                             | Si         | Lityn                        | sciolto                     | gennaio 1944         | 13° e 257º battaglione            |
| 8°                     |                                        |                 | Kaunas       |                             | No         | Kirovohrad                   | sciolto                     | 20 novembre 1943     |                                   |
| 9°                     |                                        |                 | Kaunas       |                             | No         | Kaunas                       | Kaunas                      | luglio 1944          | 1º Reggimento di polizia lituano  |
| 10°                    | -                                      | agosto 1941     | Panevėžys    | Cap. Bronius Kairiūnas      | Si         | Panevėžys                    | sciolto                     | 21 gennaio 1943      | 14º battaglione                   |
| 11°                    | 3º battaglione del PPT                 | 15 agosto 1941  | Kaunas       | Cap. Antanas Švilpa         | Si         | Korosten'                    | sciolto                     | fine 1943            |                                   |
| 12°                    | 2º battaglione del PPT (ex TDA)        | 9 agosto 1941   | Kaunas       | Mag. Antanas Impulevičius   | ampiamente | Minsk                        | sciolto                     | febbraio 1944        | 15º battaglione                   |
| 13°                    | 1º battaglione del PPT (ex TDA)        | 28 giugno 1941  | Kaunas       | Mag. Kazys Šimkus           | ampiamente | Dedoviči                     | Opočka                      | maggio 1945          | Prigione sovietica di Courland    |
| 14°                    | -                                      | agosto 1941     | Šiauliai     | Cap. Stanislovas Lipčius    | Si         | Šiauliai                     | Šiauliai                    | estate 1944          | A Gdańsk e Dresda                 |
| 15°                    | Battaglione IVA Hrodna                 | luglio 1941     | Vilnius      | Mag. Albinas Levickis       | No         | Baranoviči                   | Near Minsk                  | 26 luglio 1944       | A Szczecin e Gdańsk               |
| 250°                   | -                                      | 1942            | Kaunas       |                             | No         | Pskov                        | Daugavpils                  |                      |                                   |
| 251°                   | -                                      | estate 1942     | Kaunas       |                             | No         | Kaunas                       | sciolto                     | febbraio 1943        | 2º battaglione                    |
| 252°                   | -                                      | 25 maggio 1942  | Kaunas       | Mag. Bronius Bajerčius      | Si         | Kaunas                       | Lublino                     | novembre 1944        | In Jugoslavia                     |
| 253°                   | -                                      | maggio 1943     | Kaunas       | Cap. Vladas Aižinas         | No         | n/a                          | Lublino                     | agosto 1944          | In unità dell'aviazione e Dresda  |
| 254°                   | -                                      | primavera 1942  | Vilnius      | Cap. Povilas Bareišis       | No         | Vilnius                      | sciolto                     | aprile 1944          | 258º o 259º battaglione           |
| 255°                   | -                                      | 21 luglio 1942  | Kaunas       |                             | No         | Kaunas                       | Slutsk                      | agosto 1944          | A Dresda                          |
| 256°                   | -                                      | marzo 1943      | Kaunas       | Cap. Jonas Matulis          | No         | n/a                          | Panemunė                    | maggio 1945          | Prigione sovietica di Courland    |
| 257°                   | 4 compagnie di polizia rappresentative | 24 ottobre 1943 |              | Cap. V. Miliauskas          | No         | n/a                          | Svieriai                    | ottobre 1944         | A Gdańsk                          |
| 258°                   | Unità di addestramento                 | 27 aprile 1944  |              |                             | No         | n/a                          | n/a                         | autunno 1944         | In Germania sul confine belga     |
| 259°                   | -                                      | aprile 1944     | Prienai      |                             | No         | n/a                          | n/a                         |                      |                                   |
| Lituania               | Lituani nel Reichsarbeitsdienst        |                 | Koszalin     |                             | No         | n/a                          | n/a                         |                      |                                   |